# Resolutie 1919 Veiligheidsraad Verenigde Naties
Resolutie 1919 van de Veiligheidsraad van de Verenigde Naties werd unaniem door de VN-Veiligheidsraad aangenomen op 29 april 2010 en verlengde de VN-vredesmacht in de Soedanese regio Darfur met een jaar.

## Achtergrond
Al in de jaren 1950 was het zwarte zuiden van Soedan in opstand gekomen tegen het overheersende Arabische noorden. De vondst van aardolie in het zuiden maakte het conflict er enkel maar moeilijker op. In 2002 kwam er een staakt-het-vuren en werden afspraken gemaakt over de verdeling van de olie-inkomsten. Verschillende rebellengroepen waren hiermee niet tevreden en in 2003 ontstond het conflict in Darfur tussen deze rebellen en de door de regering gesteunde janjaweed-milities. Die laatsten gingen over tot etnische zuiveringen en in de volgende jaren werden in Darfur grove mensenrechtenschendingen gepleegd waardoor miljoenen mensen op de vlucht sloegen.

## Inhoud

### Waarnemingen
De Veiligheidsraad benadrukte het belang van het vredesakkoord dat op 9 januari 2005 was gesloten, en dan vooral inspanningen om eenheid aantrekkelijk te maken en zelfbeschikkingsrecht voor de mensen in Zuid-Soedan middels een volksraadpleging. De VN en de internationale gemeenschap moesten mee instaan voor het vertrouwen tussen beide partijen. In april waren er reeds verkiezingen gehouden in het hele land. Ongeacht de uitslag van het te houden referendum moesten de partijen blijven praten over cruciale kwesties.

### Handelingen
De Veiligheidsraad verlengde het mandaat van de UNMIS-missie in Soedan tot 30 april 2011 en betreurde tevens het geweld en de zware gevolgen ervan voor de bevolking. De secretaris-generaal moest in zijn driemaandelijkse rapport verslag uitbrengen over de voortgang van dit mandaat en over de betrokkenheid van het Verenigd Koninkrijk bij de uitvoering van de brede vredesovereenkomst. De UNMIS moest proberen de veiligheid van de bevolking te verbeteren. Ook moest de missie de partijen blijven bijstaan met de uitvoering van het vredesakkoord. Voorts was de Raad bezorgd over beperkingen die men UNMIS had opgelegd. Dan was er ook het probleem van wapenverspreiding onder de bevolking. De Zuid-Soedanese overheid moest alle zeilen bijzetten om zo veel mogelijk burgers te ontwapenen.

## Verwante resoluties
- Resolutie 1881 Veiligheidsraad Verenigde Naties (2009)
- Resolutie 1891 Veiligheidsraad Verenigde Naties (2009)
- Resolutie 1935 Veiligheidsraad Verenigde Naties
- Resolutie 1945 Veiligheidsraad Verenigde Naties

Lijst ·  1908 ·  1909 ·  1910 ·  1911 ·  1912 ·  1913 ·  1914 ·  1915 ·  1916 ·  1917 ·  1918 ·  1919 ·  1920 ·  1921 ·  1922 ·  1923 ·  1924 ·  1925 ·  1926 ·  1927 ·  1928 ·  1929 ·  1930 ·  1931 ·  1932 ·  1933 ·  1934 ·  1935 ·  1936 ·  1937 ·  1938 ·  1939 ·  1940 ·  1941 ·  1942 ·  1943 ·  1944 ·  1945 ·  1946 ·  1947 ·  1948 ·  1949 ·  1950 ·  1951 ·  1952 ·  1953 ·  1954 ·  1955 ·  1956 ·  1957 ·  1958 ·  1959 ·  1960 ·  1961 ·  1962 ·  1963 ·  1964 ·  1965 ·  1966